# Carlos Sastre
Carlos Sastre Candil (Madrid, 22 aprile 1975) è un ex ciclista su strada spagnolo.
Professionista dal 1997 al 2011 con caratteristiche di scalatore, è stato uno specialista delle grandi corse a tappe: ha vinto il Tour de France 2008 (settimo corridore spagnolo a vincere la Grande Boucle) ed ha concluso per sei volte sul podio un Grande Giro (una volta il Giro d'Italia, due volte il Tour de France e tre volte la Vuelta a España). In carriera ha vinto inoltre due tappe al Giro d'Italia e tre al Tour de France, oltre alla classifica scalatori alla Vuelta a España 2000.

## Biografia
Era cognato di un altro ciclista, José María Jiménez, prematuramente morto il 6 dicembre 2003, con il quale la sorella Azucena Sastre si era sposata nel maggio 2003.

## Carriera

### Gli esordi e le prime vittorie
Carlos Sastre trascorre l'infanzia nel quartiere madrileno di Leganés e all'età di 18 anni si trasferisce a El Barraco, per formarsi come corridore nella scuola di ciclismo che suo padre Victor fondò negli anni Ottanta per dare un'opportunità ai giovani della zona. Diventa professionista nel 1997 con la ONCE, la squadra diretta da Manolo Saiz.
Si è sempre distinto nelle grandi corse a tappe, classificandosi più volte nei primi dieci alla Vuelta a España e al Tour de France. Nel 2000 si mette in evidenza alla Vuelta a España chiudendo all'ottavo posto in classifica generale e conquistando la classifica scalatori. Nella stagione 2002 firma per il Team CSC di Bjarne Riis: in quell'anno conclude il Tour de France al decimo posto, mentre nel 2003 alla Grande Boucle giunge nono conquistando una vittoria di tappa; si conferma anche nel 2004, chiude infatti il Tour de France all'ottavo posto e la Vuelta a España al sesto.
Nel 2005 arriva secondo alla Vuelta a España, ad appena 18 secondi dal vincitore, il russo Denis Men'šov, giungendo così per la prima volta sul podio di una grande corsa a tappe. Prende invece parte al Tour de France come gregario di Ivan Basso. Nel 2006 corre il Tour de France come capitano della squadra e chiude la corsa al terzo posto, in seguito alla squalifica per positività al doping di Floyd Landis, e conquista un'altra vittoria di tappa. L'anno dopo ripete il secondo posto alla Vuelta a España ottenuto nel 2005 (viene battuto ancora da Men'šov); nella stessa stagione chiude il Tour de France al quarto posto.

### Il successo al Tour 2008 e gli ultimi anni
Il 2008 è la sua stagione migliore. Al Tour de France vince la tappa dell'Alpe d'Huez dopo essere scattato all'inizio della salita: conquista così la maglia gialla di leader con 1 minuto e 24 secondi di vantaggio sul secondo, il compagno Fränk Schleck; questo vantaggio risulta sufficiente per conseguire il trionfo finale a Parigi, dato che nella cronometro della penultima tappa il suo rivale più pericoloso, l'australiano Cadel Evans, guadagna solo pochi secondi. Alla fine vince il Tour con 58 secondi di margine su Evans.
In agosto partecipa ai Giochi olimpici di Pechino e contribuisce in modo decisivo alla vittoria del compagno Samuel Sánchez. In settembre corre anche la Vuelta a España chiudendola sul podio, al terzo posto. Il 5 settembre 2008, durante la giornata di riposo della Vuelta, annuncia intanto di aver firmato per la squadra svizzera Cervélo TestTeam per le due stagioni successive, dopo la rottura dei rapporti con il direttore sportivo Bjarne Riis.
Il 25 maggio 2009 consegue la sua decima vittoria in carriera andando a trionfare nella sedicesima tappa del Giro d'Italia, quella con arrivo in salita al Monte Petrano; fa sua anche la diciannovesima tappa di quel Giro, 164 km con partenza da Avellino e arrivo in quota sul Vesuvio. Nello stesso anno conclude il Tour de France al diciassettesimo posto.
L'anno dopo si presenta al Giro d'Italia come uno dei favoriti per la vittoria finale, ma non riesce quasi mai a mettersi in mostra e chiude ottavo. Va peggio al Tour de France 2010, corsa che chiude al ventesimo posto. Il 16 agosto seguente annuncia sul proprio sito ufficiale di aver trovato un accordo per la stagione 2011 con il team Geox di Mauro Gianetti. Si presenta anche alla Vuelta a España 2010 ed insieme al compagno Xavier Tondó scala le vette della Vuelta con i migliori. Alla fine riesce ad ottenere un ottavo posto, preceduto dal compagno Tondó. Entrando nella top 20 di tutti e tre i Grandi giri nella stessa stagione, eguaglia un record stabilito fino ad allora solo da cinque ciclisti: Raphaël Géminiani, Gastone Nencini, Federico Bahamontes, Marino Lejarreta e Eduardo Chozas..
Nel 2011 partecipa al Giro d'Italia senza riuscire ad essere protagonista, staccandosi quasi sempre nelle tante montagne del tracciato. Solo nella penultima tappa riesce a stare con il gruppetto dei migliori. Chiude al trentesimo posto. Il 15 settembre 2011 annuncia il suo definitivo ritiro dal ciclismo professionistico all'età di 36 anni.

## Palmarès
- 1997 (ONCE, due vittorie)

3ª tappa Bidasoa Itzulia
Classifica generale Bidasoa Itzulia
- 2001 (ONCE-Eroski, una vittoria)

3ª tappa Vuelta a Burgos (Briviesca > San Juan del Monte)
- 2003 (Team CSC, una vittoria)

13ª tappa Tour de France (Tolosa > Ax 3 Domaines)
- 2005 (Team CSC, una vittoria)

1ª prova Escalada a Montjuïc
- 2006 (Team CSC, due vittorie)

Klasika Primavera
17ª tappa Tour de France (Saint-Jean-de-Maurienne > Morzine)
- 2008 (Team CSC-Saxo Bank, due vittorie)

17ª tappa Tour de France (Embrun > Alpe d'Huez)
Classifica generale Tour de France
- 2009 (Cervélo TestTeam, due vittorie)

16ª tappa Giro d'Italia (Pergola > Monte Petrano)
19ª tappa Giro d'Italia (Avellino > Vesuvio)

### Altri successi
- 2000 (ONCE)

Classifica scalatori Vuelta a España
- 2006 (Team CSC)

1ª tappa Giro d'Italia (Piacenza > Cremona, cronosquadre)
1ª tappa Vuelta a España (Malaga, cronosquadre)
- 2007 (Team CSC)

Trofeo Ciutat de L'Hospitalet (criterium)
- 2008 (Team CSC-Saxo Bank)

Natour Criterium Aalst
Critérium Cycliste de Quillan
- 2009 (Cervélo TestTeam)

Trofeo Bonacossa Giro d'Italia
- 2011 (Geox-TMC)

Criterium Ciudad de Oviedo

## Piazzamenti

### Grandi Giri
- Giro d'Italia

1999: 101º
2002: 38º
2006: 43º
2009: 2º
2010: 8º
2011: 30º
- Tour de France

2001: 20º
2002: 10º
2003: 9º
2004: 8º
2005: 21º
2006: 3º
2007: 4º
2008: vincitore
2009: 16º
2010: 19º
- Vuelta a España

2000: 8º
2001: ritirato (19ª tappa)
2003: 35º
2004: 6º
2005: 3º
2006: 4º
2007: 2º
2008: 3º
2010: 7º
2011: 20º

### Classiche monumento
- Liegi-Bastogne-Liegi

2009: 28º
- Giro di Lombardia

2003: 22º
2005: 27º
2007: ritirato

### Competizioni mondiali
- Campionati del mondo

Plouay 2000 - In linea Elite: 98º
Salisburgo 2006 - In linea Elite: 49º
Stoccarda 2007 - In linea Elite: ritirato
- Giochi olimpici

Pechino 2008 - In linea: 48º